# ورکیا
ورکیا (به ایتالیایی: Verceia) یک کومونه در ایتالیا است که در استان سوندریو واقع شده‌است.

## خصوصیات
ورکیا ۱۱٫۲ کیلومترمربع مساحت و ۱٬۱۰۱ نفر جمعیت دارد.